# Antichristian Phenomenon
«Antichristian Phenomenon» — музичний альбом гурту Behemoth. Виданий 2001Antichristian Phenomenon (пол.). behemoth.pl. Архів оригіналу за 13 липня 2013. Процитовано 12 квітня 2009.] року лейблом Avantgarde Music. Загальна тривалість композицій становить 21:47. Альбом відносять до напрямку блек-метал, дез-метал.

## Список пісень
1. «Antichristian Phenomenon»- 4:38
2. «Malice» — 2:24
3. «From the Pagan Vastlands 2000» — 2:55
4. «Sathanas» (кавер Sarcófago) — 2:06
5. «Hello Spaceboy» (кавер Davida Bowie) — 3:26
6. «Day of Suffering» (кавер Morbid Angel) — 2:15
7. «Carnage» (кавер Mayhem) — 4:04
8. «Christians to the Lions» (teledysk) — 3:01